# Brammanbarija
Brammanbarija (beng. ব্রাহ্মণবাড়িয়া; ang. Brahmanbaria) – miasto we wschodnim Bangladeszu, w dolinie rzeki Meghna.
Ośrodek przemysłowy; m.in. wydobycie gazu ziemnego; produkcja nawozów sztucznych; rzemiosło mosiężnicze; gazociąg ze złóż Titas do Dakki. Regionalny ośrodek handlowy.